# Regina Ziegler

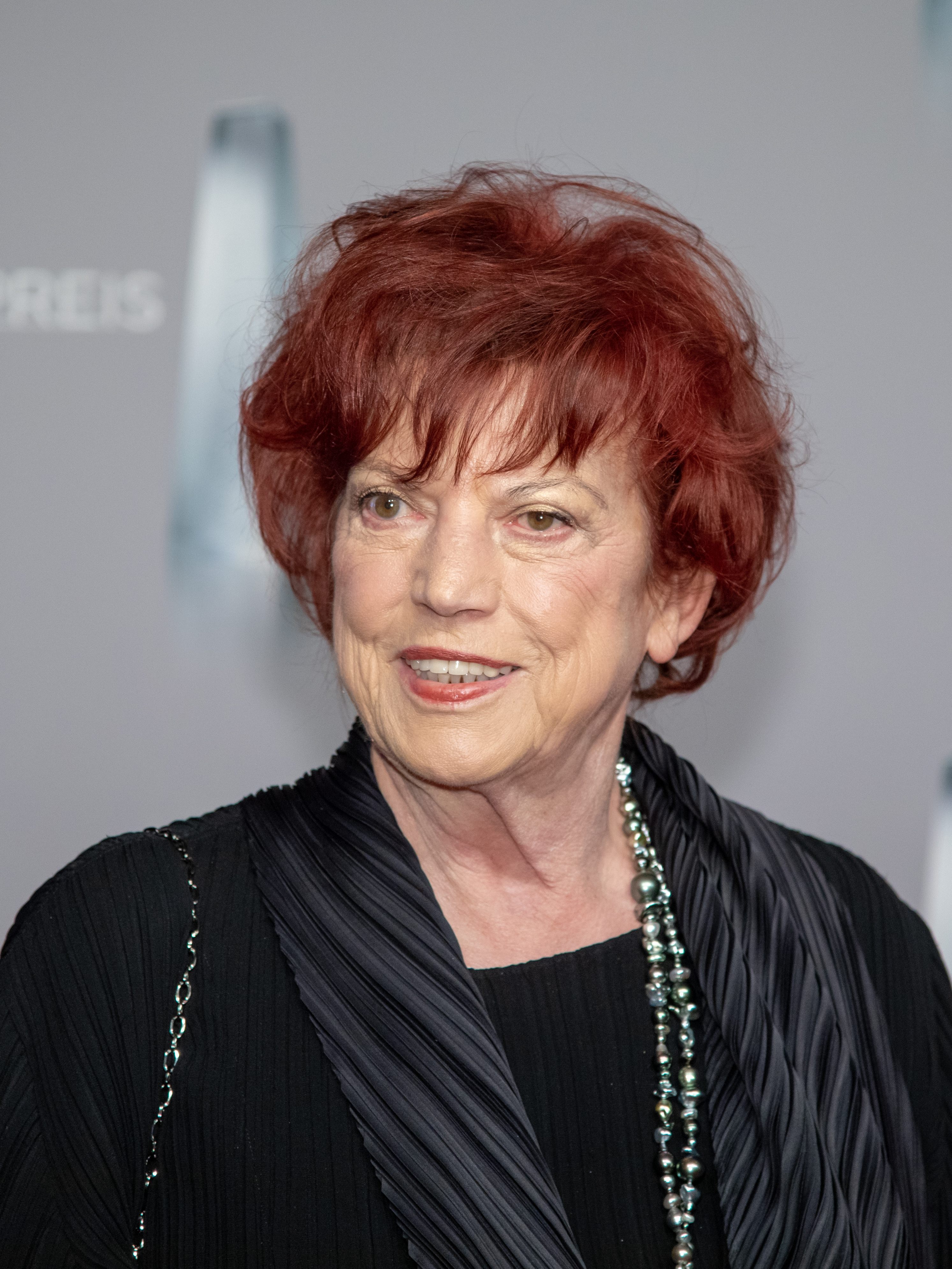
Regina Ziegler beim Deutschen Fernsehpreis 2019

Regina Ziegler (geborene Krömer; * 8. März 1944 in Quedlinburg) ist eine deutsche Filmproduzentin. Im Jahre 1973 gründete sie die Filmproduktionsfirma Ziegler Film. Sie hat nach eigenen Angaben etwa 500 Filmprojekte realisiert und gehört zu den erfolgreichsten Persönlichkeiten der deutschen Filmbranche.

## Leben
Regina Ziegler ist die Tochter einer Journalistin und eines Brunnenbauers. Am Ende des Zweiten Weltkrieges floh die Familie nach Obernkirchen ins Weserbergland, wo ihre Mutter als Lokalreporterin für die Schaumburger Zeitung in Rinteln arbeitete. Im Anschluss an ihr Abitur 1964 ging sie mit ihrem ersten Ehemann Hartmut Ziegler nach Berlin und begann ein Jurastudium, das sie jedoch nach einem Semester abbrach. Danach machte sie eine Ausbildung zur Wirtschaftsdolmetscherin, arbeitete jedoch nie in diesem Beruf, sondern nahm eine Tätigkeit als Produktionsassistentin beim Sender Freies Berlin auf.
Anfang der 1970er Jahre arbeitete Ziegler für Rosa von Praunheim, u. a. als Produktionsleiterin für seinen Film Berliner Bettwurst und sammelte so ihre ersten Erfahrungen in der Filmproduktion. Nach der Scheidung von ihrem Ehemann 1972 gründete  sie ein Jahr später ihre eigene Produktionsfirma, die Regina Ziegler-Filmproduktion, und erhielt für ihre erste Produktion Ich dachte, ich wäre tot den Bundesfilmpreis. Der Film war zugleich die erste Spielfilmregie von Wolf Gremm, den Ziegler beim SFB kennengelernt hatte und den sie 1977 heiratete. Sie war mit ihm bis zu seinem Tod 2015 verheiratet.
Sie konzentrierte sich zunächst auf die Förderung junger, wenig bekannter Regisseure. Später produzierte Ziegler häufig für das Fernsehen. Sie produzierte bisher etwa 500 Filme und Serien. Ihre Tochter aus erster Ehe, Tanja Ziegler (* 1966), stieg im Jahr 2000 in das Unternehmen ein und besitzt seit 2006 die Mehrheit der Anteile.
Im Jahre 2005 wurde Ziegler von der Hochschule für Film und Fernsehen „Konrad Wolf“ zur Honorarprofessorin für das Fach Film- und Fernsehproduktion bestellt. Vom Museum of Modern Art in New York wurde sie im April 2006 mit einer Retrospektive geehrt. Seit 2011 führt sie mit ihrer Tochter Tanja das Berliner Programmkino Filmkunst 66.
Im Oktober 2017 veröffentlichte Ziegler ihre Autobiografie Geht nicht gibt’s nicht, die in Zusammenarbeit mit der Autorin Andrea Stoll entstanden war.
Ziegler lebt in Berlin-Schlachtensee.

## Politisches Engagement
Ziegler initiierte die kontrovers diskutierte Facebook-Kampagne zur Bundestagswahl 2013 Sag Ja zu Angela, in der sie sich für Kanzlerin Angela Merkel einsetzte. Die Seite eröffnete mit der Erklärung: „Ich bin Wechselwählerin. Bei jeder Wahl betrachte ich Programm und Führungsteam der jeweiligen Partei. Am 22. September 2013 werde ich Angela Merkel wählen. Ich hoffe, Sie auch.“ Die Kampagne wurde vom 28. Juni bis zum 26. August über gekaufte Werbeeinblendungen beworben und gewann über 20.000 Fans. Mit Einstellung der Kampagne wurde auch die Website aus dem Netz entfernt.
Ziegler war 2016 Mitinitiatorin der Rosen-Aktion, um Angela Merkel für ihre Asylpolitik zu danken.

## Filmografie (Auswahl)
als Produzentin
- 1973: Ich dachte, ich wäre tot
- 1975: Anna und Edith
- 1975: Sommergäste
- 1976: Die Brüder
- 1977: Tod oder Freiheit
- 1977: Heinrich
- 1980: Fabian
- 1980: Panische Zeiten
- 1981: Kein Reihenhaus für Robin Hood
- 1981: Malou
- 1981: Nach Mitternacht
- 1982: Kamikaze 1989
- 1982: Sei zärtlich, Pinguin
- 1983: Reise in ein verborgenes Leben
- 1983: Liebe ist kein Argument
- 1992: Die Antigone des Sophokles nach der Hölderlinschen Übertragung für die Bühne bearbeitet von Brecht
- 1993: Der flämische Meister (The Dutch Master)
- 1998: Solo für Klarinette
- 1999: Sturmzeit (Fernseh-Mehrteiler)
- 1999: Männer sind wie Schokolade
- 2001: Frauen, die Prosecco trinken
- 2001: Die Meute der Erben
- 2002: Zwei Seiten der Liebe
- 2003: Alles Samba
- 2003: Im Schatten der Macht (Fernseh-Zweiteiler)
- 2003: Wunschkinder und andere Zufälle
- 2004: Liebe ist die beste Medizin
- 2005: Herzlichen Glückwunsch
- 2006: Die Hochzeit meiner Töchter
- 2007: Einmal Dieb, immer Dieb
- 2007: Das Wunder der Liebe (Fernsehfilm)
- Seit 2008: Mordkommission Istanbul (Krimireihe)
- 2008: Der Besuch der alten Dame (Fernsehfilm)
- 2009: Die Wölfe (Fernseh-Mehrteiler)
- 2009: Alle Sehnsucht dieser Erde (Fernsehfilm)
- 2009: Tatort – Oben und unten
- 2010: Weissensee (Fernsehserie, 1. Staffel)
- 2010: Henri 4
- 2011: Der Mann mit dem Fagott (Fernseh-Zweiteiler)
- 2011: Der Winzerkrieg
- 2012: Kennen Sie Ihren Liebhaber? (Fernsehfilm)
- 2012: Die Holzbaronin (Fernsehfilm)
- 2013: Die Landärztin – Entscheidung des Herzens (Fernsehfilm)
- 2013: Bella und der Feigenbaum
- 2013: Weissensee (Fernsehserie, 2. Staffel)
- 2013: Im weißen Rössl – Wehe Du singst!
- 2014: Tatort – Großer schwarzer Vogel
- 2015: Das Dorf der Mörder
- 2015: Dresden Mord – Dresdner Dämonen
- 2015: Süßer September
- 2016: Dresden Mord: Nachtgestalten
- 2016: Bergfried
- 2017: Rückkehr nach Montauk (Return to Montauk)
- 2018: Gladbeck
- 2018: Ihr seid natürlich eingeladen
- 2019: Kommissarin Heller – Herzversagen
- 2019: Ich war noch niemals in New York
- 2019: Familie Bundschuh – Wir machen Abitur
- 2020: Familie Bundschuh im Weihnachtschaos
- 2022: Martha Liebermann – Ein gestohlenes Leben
- 2024: In Liebe, Eure Hilde

## Publikationen

### Als Autorin
- Geht nicht gibt's nicht!, Autobiografie. München 2017, ISBN 978-3-641-20663-5

### Als Herausgeberin
- Bildband  Mongolei – die Karawane. Herausgegeben anlässlich der Erstausstrahlung der gleichnamigen vierteiligen Reisedokumentation im ZDF am 29. November, 6., 13. und 20. Dezember 2005 von Regina Ziegler und Nanni Erben, Text: Heiner Gatzemeier, Fotos: Gordon A. Timpen. Berlin 2005, ISBN 978-3-89602-683-5
- Alle nannten sie Trude – Portrait einer Reporterin. Stadthagen 1991, ISBN 978-3-89109-028-2

## Auszeichnungen

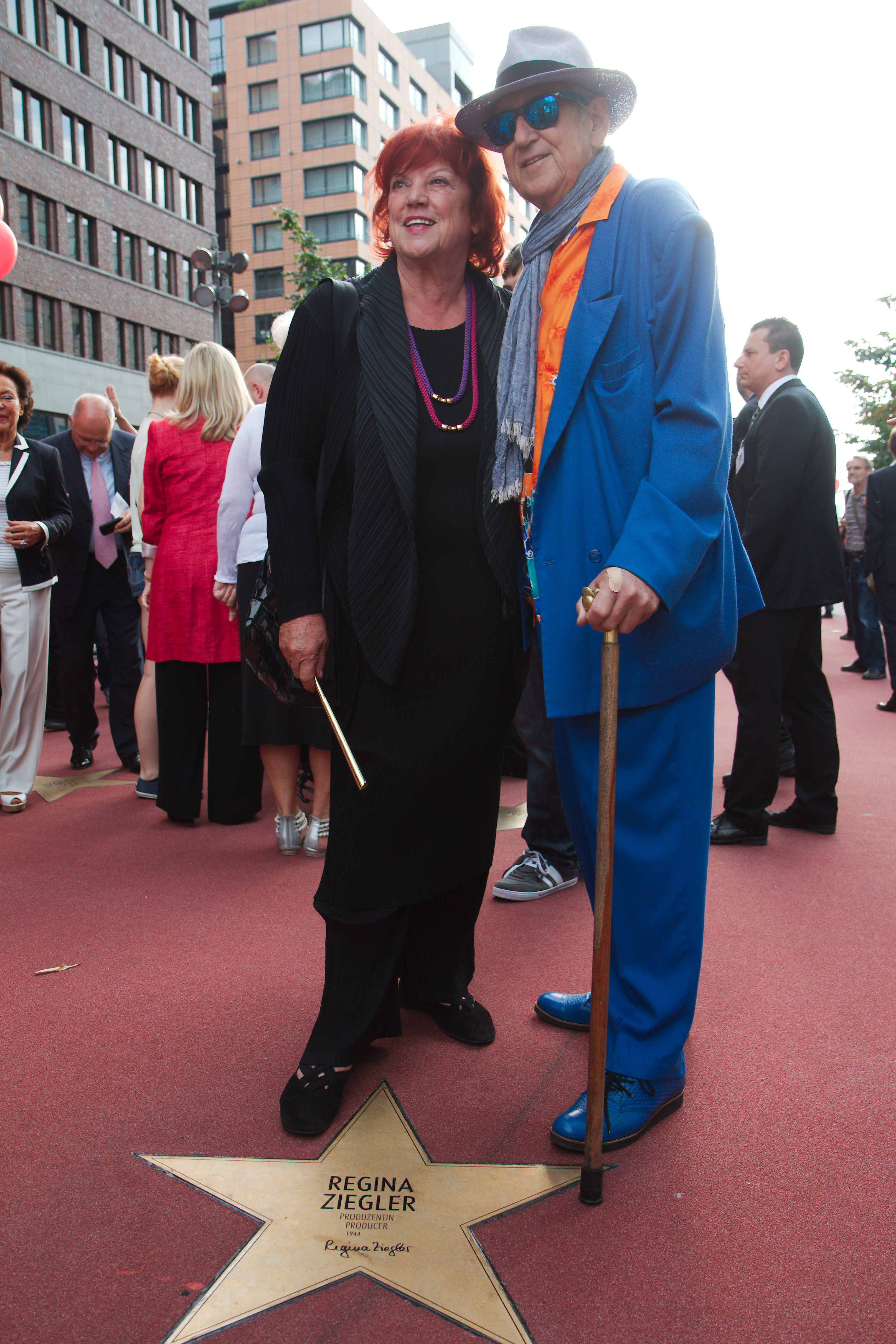
Ziegler bei der Einweihung ihres Sternes auf dem Boulevard der Stars in Berlin mit Wolf Gremm (2012)

- Bundesverdienstkreuz 1. Klasse (1998)
- Deutscher Filmpreis
- Grimme-Preis
- Berlinale Kamera
- American Cinema Foundation Award
- Verdienstorden des Landes Berlin (2001)
- Berliner Bär (B.Z.-Kulturpreis) (2003)
- Goldener Julius (2008)
- Emmy Award (2009)
- Stern auf dem Boulevard der Stars in Berlin
- Platin-Romy der Akademie für das Lebenswerk (2016)[9]
- Carl Laemmle Produzentenpreis 2018 für ihr Lebenswerk[10]